# Skeglinge kyrkoruin
Skeglinge kyrkoruin är resterna av en kyrkobyggnad från 1100-talet belägen i Skeglinge socken i Eslövs kommun i Skåne.

## Kyrkobyggnaden
Kyrkan uppfördes av gråsten i romansk stil under 1100-talet. Kyrkan var bara 14 meter lång och 9 meter bred och bestod av långhus med kor och en halvrund absid. Vid långhusets södra sida fanns ett vapenhus. Invändigt hade kyrkan stampat lergolv utom i koret.
På 1800-talet när Borlunda kyrka och Skeglinge kyrka inte längre räckte till beslöt man sig för att bygga en ny och större kyrka i Borlunda. Denna färdigställdes 1868. På 1870-talet revs Skeglinge kyrka.

## Kyrkogården
På kyrkogården står en öppen klockstapel. Gamla kyrkans grund och omfattning är utmarkerad med stenar.